# Scopula conjunctiva
Scopula conjunctiva är en fjärilsart som beskrevs av Louis Beethoven Prout 1913. Scopula conjunctiva ingår i släktet Scopula och familjen mätare. Inga underarter finns listade.